# Cercocarpus
Cercocarpus là một chi thực vật có hoa gồm 5 hoặc 6 loài rong họ Hoa hồng. Chúng có nguồn gốc tại miền tây Hoa Kỳ và miền bắc Mexico, tại môi trường sống chaparral và bán hoang mạc.
Các loài:
- Cercocarpus betuloides
  - Cercocarpus betuloides var. betuloides
  - Cercocarpus betuloides var. blancheae (C.K.Schneid.) Little
  - Cercocarpus betuloides var. macrourus (Rydb.) Jeps.
- Cercocarpus breviflorus A.Gray
- Cercocarpus douglasii  Rydb
- Cercocarpus fothergilloides Kunth
- Cercocarpus intricatus S.Watson
- Cercocarpus ledifolius Nutt.
  - Cercocarpus ledifolius nothovar. intercedens C.K.Schneid.
  - Cercocarpus ledifolius var. intermontanus N.H.Holmgren
  - Cercocarpus ledifolius var. ledifolius
  - Cercocarpus ledifolius var. intricatus (S.Watson) M.E.Jones
- Cercocarpus minutiflorus Abrams
- Cercocarpus montanus Raf.
  - Cercocarpus montanus var. argenteus (Rydb.) F.L.Martin
  - Cercocarpus montanus var. montanus
- Cercocarpus traskiae Eastw.